# Pandy Péter

## Dr. Pandy Péter (Politikus)
(Királyhelmec, Szlovákia, 1976. 05. 02.-) szlovákiai magyar politikus, ügyvéd.

## Családja
Édesapja Mgr. Pandy Sándor, Bacska község volt polgármestere, a Bélyi magyar iskola nyugalmazott igazgatója. Édesanyja Pandy Ilona (szül.: Pető Ilona), nyugalmazott egészségügyi nővér. Egy testvére van, MUDr. Pandy Sándor, orvos. Nős, feleségével (PaedDr. Pandy Mariana tanár) és 2 gyermekükkel (Emma – 2007, Zoe – 2009) Királyhelmecen élnek.

## Gyermekkor
Bacskán nevelkedett, de a szünidők nagy részét Bélyben töltötte a nagyszülőknél. Apai nagyapja magyar katonaként halt hősi halált a második világháborúban. Anyai nagyapja sokat mesélt a történelemről, vagy épp a három év Gulag tapasztalatairól. A magyar családban, közösségben nevelkedett Péter Kassán szerezte jogi diplomáját, melynek megszerzése a szlovák anyanyelvűeknek is sok munkát igényel, nemhogy egy magyar ajkúnak, akinek „idegen” nyelven kellett tanulnia.

## Tanulmányok
- 1990-1994 Királyhelmeci Gimnázium, érettségi
- 1995-2000 Pavol Jozef Šafárik Egyetem, Kassai Jogi Kar, jogász
- 2001 Doktori vizsga („JUDr.” cím)
- 2003 Ügyvédi szakvizsga („SAK”)
- 2018 „LL.M.” cím megszerzése

## Ügyvédi tevékenység
2004. január 1-től saját ügyvédi irodáját, a Pandy&Partners Ügyvédi Irodát vezeti. A Szlovák Ügyvédi Kamara tagja, nyilvántartási száma: 2155 2004-től tagja a CCBE-nek (Európai Ügyvédi Kamarák Tanácsa) Királyhelmecen, Pozsonyban és Kassán végez ügyvédi tevékenységet, elsősorban polgári, munka-, büntető-, kereskedelmi és pénzügyi jogi területen nyújt jogi szolgáltatásokat.

## Közéleti tevékenysége
Már gyermek korától rész vesz jótékonysági, kulturális, egyházközségi eseményeken, rendezvényeken. Polgármester édesapja mellett korán kapcsolatba kerül a politikával, az MKP-val, mint a felvidéki magyarság egyetlen pártjával. 2010-ben be is lépett a pártba, amelynek életében helyben aktívan részt is vett. Néhány, az MKP-ban uralkodó gondolkodással nem értett egyet (pl. a vegyes házasságokban élőket, vagy a gyermekeiket szlovák iskolába beírató szülőket sokszor támadó hangulat), amik miatt 2012-ben átlépett a HÍD pártba. A Szövetség megalakulásakor lett tagja a Szövetségnek. A Korábbi HÍD vezetők távozásakor maradt a Szövetségben és az Országos Tanács elnöke lett.

### Közéleti tevékenységéből eredő pozíciói
- Corvinus Egyetem, Budapest – előadó
- Selye János Egyetem – előadó
- Szlovák Posta Zrt. – felügyelőbizottság elnöke (2017.09.20. – 2022.09.20.)
- Szlovák Villamosenergia-átviteli Rendszer Zrt. – felügyelőbizottság alelnöke (2017.04.03. – 2020.04.16.)
- Eustream Zrt. – felügyelőbizottsági tag (2017.10.06. – 2020.10.20.)
- Közforgalmú Kikötők Zrt. – felügyelőbizottsági tag (2018.10.03. – 2023.10.03.)
- Development KSK Kft. – felügyelőbizottsági tag (2023.03.31-től)
- Kassa megyei képviselő (2017 – 2022), (2022-)
- Kassa Megyei Önkormányzat – Turisztikai és határon átnyúló együttműködés bizottságának az elnöke
- Királyhelmec város képviselő-testületének tagja
- Magyar Szövetség - Országos Tanácsának elnöke